# Élections législatives de 2025 sur l'Île de l'Ascension
Les élections législatives de 2025 sur l'Île de l'Ascension ont lieu le 3 juillet 2025 afin de renouveler les membres du Conseil du territoire britannique de l'Île de l'Ascension.
Aucun parti politique n'existant sur l'île, l'ensemble des candidats sont indépendants. Les élections sont remarquées pour l'engagement qu'elle provoque au sein de la population, avec un nombre record de candidats. Le Conseil de l'île étant composé d'un nombre variable de conseillers en fonction de celui de candidats, le scrutin abouti pour la première fois depuis 2013 à l'élection de sept conseillers.

## Contexte

Carte de l'île.

Le Conseil de l'île est l'assemblée législative de l'Île de l'Ascension, un archipel du territoire britannique d'outre-mer de Sainte-Hélène, Ascension et Tristan da Cunha situé dans l'océan Atlantique Nord. L'archipel est doté d'un administrateur nommé par un gouverneur, lui même nommé par le Gouvernement du Royaume-Uni
Le Gouverneur et l'administrateur doivent obligatoirement consulter le Conseil lors de la rédaction des lois de l'île, mais ne sont pas contraint de suivre ses décisions. Le conseil peut néanmoins faire appel auprès du Gouvernement du Royaume-Uni.
Les précédentes élections en 2022 sont reportées d'un mois raison du manque de candidatures valides, et aboutissent finalement à l'élection parmi six candidats de cinq conseillers, le minimum prévu par la loi électorale. La participation s'élève quant à elle à à peine plus de 26 % de l'électorat.

## Système électoral

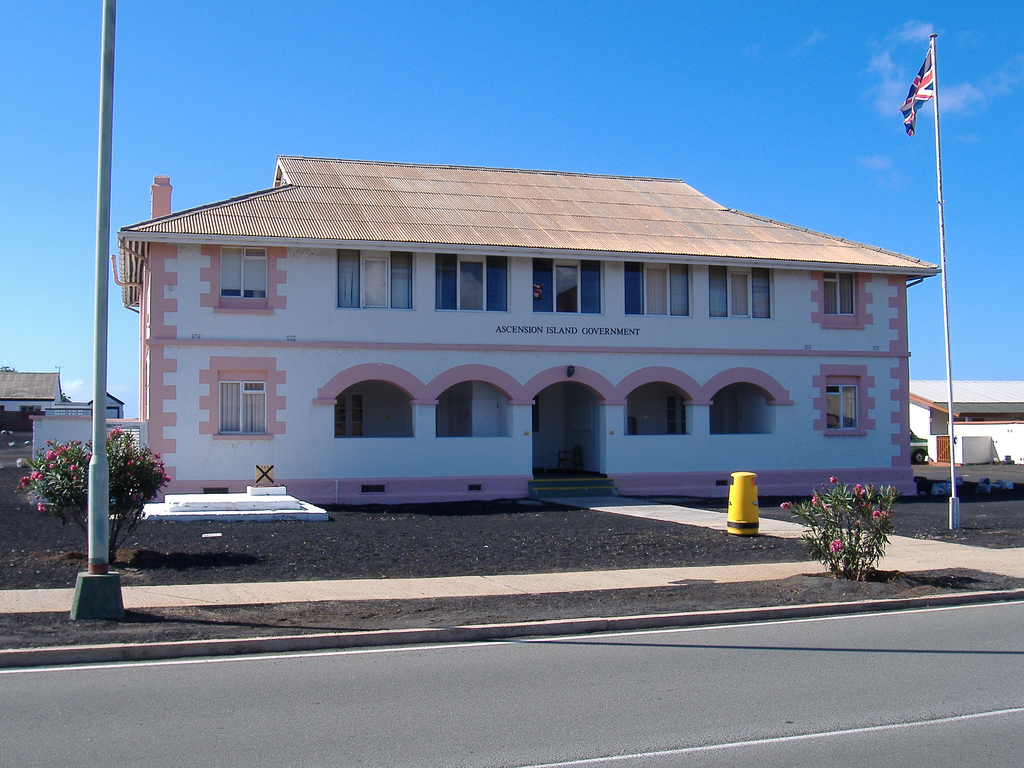
Siège du conseil à Georgetown

Le conseil de l'île est composé de huit à dix membres dont cinq à sept élus pour trois ans au scrutin direct plurinominal majoritaire dans une unique circonscription. Les électeurs ont autant de votes qu'il y a de sièges à pourvoir et peuvent les répartir sur autant de candidats qu'ils le veulent, à raison d'un vote par candidat. Les sept candidats ayant reçu le plus de votes sont déclarés élus. Si moins de huit candidats sont en lice, seuls cinq membres sont cependant élus. S'il y a moins de six candidats, les élections sont reportées pour une durée maximale de six mois.
L'administrateur, le procureur général et le Directeur des ressources sont membres ex officio, mais ils ne participent pas aux votes du Conseil, bien que celui ci soit présidé par l'administrateur,.
Les candidats doivent être âgés d'au moins vingt et un ans et disposer de la nationalité du territoire de Sainte-Hélène, Ascension et Tristan da Cunha, ou de la nationalité britannique. Aucun parti politique n'existant sur l'île, l'ensemble des conseillers sont indépendants, dans le cadre d'une démocratie non partisane.

## Résultats
Huit candidats étant en lice, sept sièges sont à pourvoir.
| Candidats                    | Sortants                  | Voix | %     | Résultat |
| ---------------------------- | ------------------------- | ---- | ----- | -------- |
| Eugene Leroy Bennett         | –                         | 145  | 15,71 | Élu      |
| Thomas Tyson George Hickling | –                         | 140  | 15,17 | Élu      |
| Laura Marie Shearer          | ✓                         | 130  | 14,08 | Réélue   |
| Thomas Barnes                | –                         | 119  | 12,89 | Élu      |
| Michael Duncan Ross Ellick   | –                         | 116  | 12,57 | Élu      |
| Alan Herbert Nicholls        | ✓                         | 111  | 12,03 | Réélu    |
| Ethan Duncan Bally           | –                         | 89   | 9,64  | Élu      |
| Andrew Barry Newsom          | –                         | 73   | 7,91  |          |
| Total des voix               | Total des voix            | 923  | 100   |          |
|                              |                           |      |       |          |
| Votes valides                | Votes valides             | 207  | 100   |          |
| Votes blancs et invalides    | Votes blancs et invalides | 0    | 0     |          |
| Total des votants            | Total des votants         | 207  | 100   |          |
| Abstentions                  | Abstentions               | 339  | 52,09 |          |
| Inscrits / participation     | Inscrits / participation  | 546  | 37,91 |          |

## Analyse
Un total de huit candidats sont en lice, une première depuis plus d'une décennie. Les élections sont par conséquent particulièrement suivies, et provoquent un engagement de la population dans la campagne plus marqué qu'à la normale. Le taux de participation s’établit ainsi à près de 38 %, contre 26 % au précédent scrutin. Le nombre de candidats permet l'élection de sept conseillers, une première depuis 2013. Deux conseillers sortants se représentent et sont réélus, dont Alan Herbert Nicholls, déjà réélu en 2019. Les membres du nouveau Conseil prêtent serment le 8 juillet 2025,.